# デュワミッシュ川
デュワミッシュ川（デュワミッシュがわ、Duwamish River）はアメリカ北西部のワシントン州キング郡を流れる川で、グリーン川の下流12マイル（19km）部分の名称である。
かつてはグリーン川、ホワイト川（White River）、ブラック川（Black River）が合流してデュワミッシュ川となっていたが、流路の変更があり、現在はホワイト川・ブラック川と合流せず、グリーン川が単独でデュワミッシュ川に名前が変わる。
キング郡のタックウィラでデュワミッシュ川となり、シアトルで海に注いでいる。